# Burkhardtsmühle

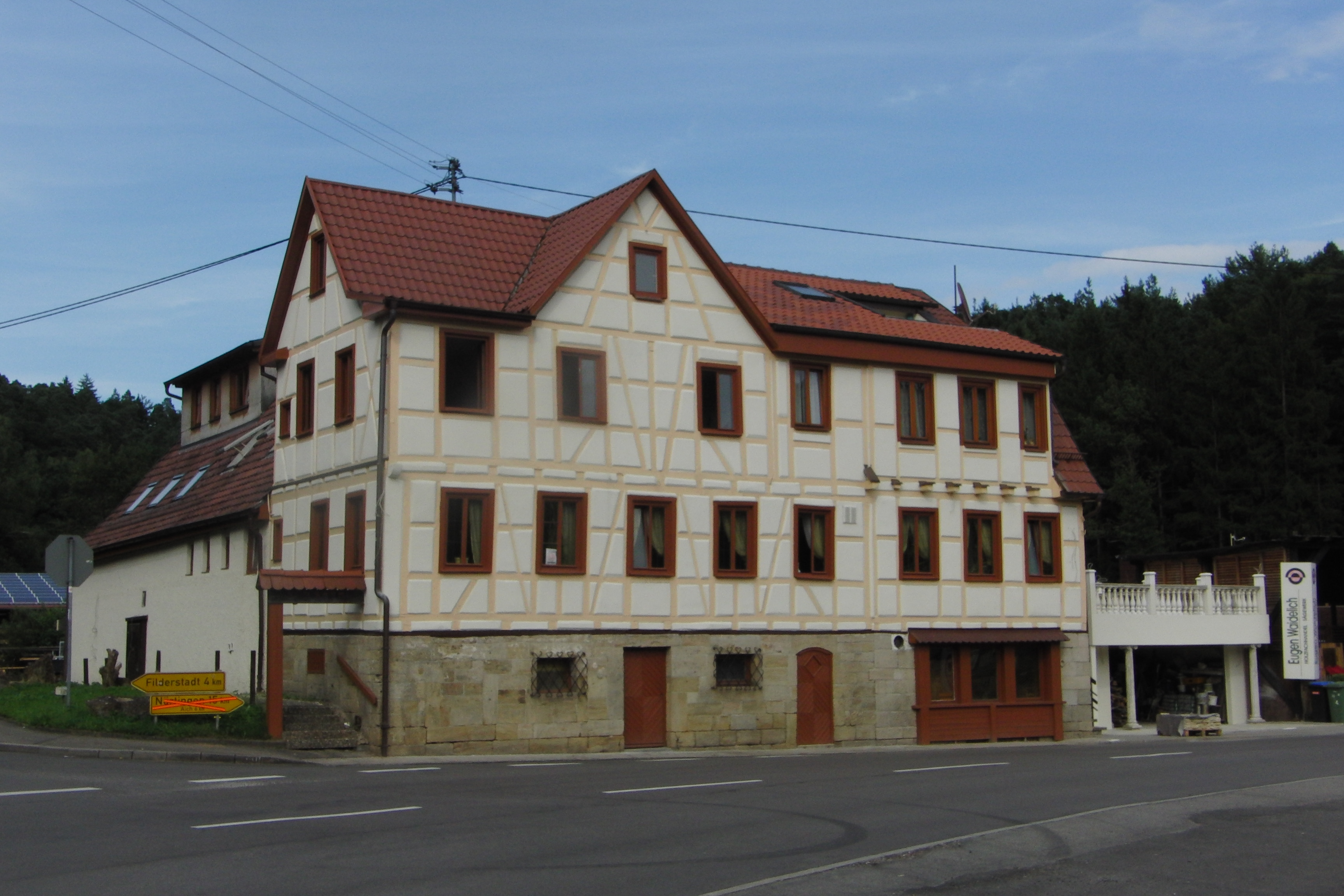
De Burkhardtsmühle in 2010

De Burkhardtsmühle is de jongste en stroomafwaarts de laatste van de elf watermolens in het Siebenmühlental, het beekdal van de Reichenbach, aan de rand van Waldenbuch in de Landkreis Böblingen. De molen staat op de marke Waldenbuch, ten zuiden van Stuttgart in het zuidwesten van Duitsland. Hij ligt op een hoogte van 340 meter boven NAP, bij de monding van de Reichenbach in de rivier Aich. Het is de enige molen in het dal die in de bebouwde kom ligt.

## Geschiedenis
In 1831 bouwde Friedrich Burkhardt, molenaar van de Untere Kleinmichelesmühle, een zaagmolen en hennepvezelmolen. Tot 1858 was de molen in het bezit van de familie Burkhardt. In 1861 werd de molen door Johann Georg Waidelich uit Fünfbronn in het Schwarzwald voor 4600 gulden gekocht. In 1887 werd voor het eerst melding gemaakt van een restaurant in dit gebouw. Pas in 1893 wordt de naam Burkhardtsmühle gegeven, als onderscheidende naam voor de dichtstbijgelegen Untere Kleinmichelesmühle, welke ook een zaagmolen is.
De aanleg van de Siebenmühlentalbahn tussen Waldenbuch en Leinfelden was van groot belang voor zowel horeca als zaagbedrijf. Tussen 22 juni 1928 en 22 mei 1955 reed een stoomtrein voor personenvervoer door het beekdal. Het bijbehorende stationsgebouw bestaat nog steeds, het ligt zuidwestelijk van de molen, aan de overzijde van de rivier Aich. De halte Burkhardtsmühle langs de spoorlijn was van grote betekenis voor forenzen die uit Aichtal kwamen en nu via Leinfelden naar Stuttgart konden reizen. In 1955 werd de lijn na 27 jaar wegens te weinig opbrengsten weer opgeheven. In die tijd werd de bus en de vrachtwagen een serieuze concurrent van de trein.
Sinds 1966 werd de molen voor theatervoorstellingen gebruikt. Een vrijetijdstheatergroep vormde hier de Komede Scheuer die in 1973 verhuisde naar de Mäulesmühle bij Leinfelden.
In 1930 werd ten noorden van de molen een openluchtzwembad gebouwd. Bij wandelaars was het erg geliefd tot het in 1941 gesloten werd. Veel gasten bezochten ook het restaurant.
De molen ligt aan het Bondswandelpad, de voormalige Siebenmühlentalbahn en hier was vroeger een treinhalte. Het wandelpad is tegenwoordig een geliefde route voor wandelaars, fietsers en skaters, met een totale lengte van ruim 10 kilometer. Na talloze wisselingen in pachters en langdurige leegstand is er tegenwoordig in de molen het Griekse restaurant “Beim Griechen” gevestigd.

## Externe adressen
- De Burkhardtsmühle in het Siebenmühlental
- Het Siebenmühlental

Obere Mühle · Eselsmühle · Mäulesmühle · Seebruckenmühle · Schlechtenmühle · Walzenmühle · Schlösslesmühle · Kochenmühle · Obere Kleinmichelesmühle · Untere Kleinmichelesmühle · Burkhardtsmühle